# Monte de Venus (novela)
Monte de Venus es una novela de la escritora argentina Reina Roffé publicada en 1976 por la Ediciones Corregidor de Buenos Aires.  Ambientada en la llamada «primavera camporista» de 1973, relata las vivencias lésbicas de una joven estudiante secundaria, Julia Grande, en el marco del turno nocturno de un liceo de señoritas, influenciadas por la politización de la época. El libro fue publicado en 1976, cuando ya había tomado el poder la dictadura autodenominada Proceso de Reorganización Nacional -caracterizada por aplicar el terrorismo de Estado-, siendo prohibido y quitado de circulación a los pocos días. Ha sido considerado como «texto inaugural» de la literatura lésbica argentina.

## Trama
La novela comienza con una frase fuertemente rupturista para la época: «Esa tarde se había cortado todo el vello de su sexo». El relato intercala los sucesos en el turno nocturno de un liceo de señoritas y la vida personal de una de las alumnas, Julia Grande. Sucede durante los primeros meses de 1973, en el entorno político de la llamada «primavera camporista», con una alta politización de la sociedad. Las estudiantes toman el colegio, elevan un petitorio y muestran su adhesión al peronismo. Julia, por su parte, descubre su sexualidad lesbiana al llegar de su pueblo a Buenos Aires y su vida nocturna. Lejos de un relato romántico, la novela muestra el lesbianismo salvaje y callejero de Julia, marginal y turbio.

## Evaluación
Al poner en evidencia las innumerables variantes de lo (homo)sexual, dando cuenta de distintas corporalidades y prácticas, Monte de Venus, como algunos otros textos de la época —Maristany (2009) nota lo mismo en relación a la novela Asfalto (1964) de Pellegrini—, no permite cerrar sentidos alrededor de un modelo de sexualidad monocorde. En la proliferación de términos que propone y en su sucesión —e incluso superposición— acumulativa (la invertida, la niña masturbadora, la tipa machito, la prostituta, la tortillera, el marica, la lesbiana, la bisexual, el travesti, los swinger, el homosexual, el mariposón) parece anticiparse a esa célebre afirmación de Puig (1990: 33) que reza: “La homosexualidad no existe. Es una proyección de la mente reaccionaria”.
Laura Arnés,